# Robin James Wilson
Robin James Wilson (5 de dezembro de 1943) é um matemático britânico.

## Obras
- Hidden Word Sudoku, Infinite Ideas Limited 2005: ISBN 1-904902-74-X
- How to Solve Sudoku, Infinite Ideas Limited 2005: ISBN 1-904902-62-6
- Editor com Marlow Anderson e Victor Katz: Sherlock Holmes in Babylon and Other Tales of Mathematical History, Mathematical Association of America, 2004, ISBN 0-88385-546-1
- Four Colours Suffice: How the Map Problem Was Solved, Allen Lane (Penguin), 2002, ISBN 0-7139-9670-6
- Stamping through Mathematics, Springer, 2001, ISBN 0-387-98949-8
- com Joan Aldous: Graphs and Applications: An Introductory Approach, Springer, 2000: ISBN 1-85233-259-X
- com R. C. Read: An Atlas of Graphs, Oxford: Clarendon Press, 1998, ISBN 0-19-853289-X
- com Norman L. Biggs, Keith Lloyd: Graph Theory 1736-1936, Oxford: Clarendon Press, 1976: ISBN 0-19-853901-0
- com John Fauvel, Raymond Flood Music and mathematics- from Pythagoras to Fractals, Oxford University Press 2006, ISBN 0-19-929893-9
- com Jeremy Gray (Editor): Mathematical Conversations: Selections from the Mathematical Intelligencer, Springer, 2000, ISBN 0-387-98686-3
- com John Fauvel, Raymond Flood: Oxford Figures: 800 Years of Mathematical Sciences. History of Mathematics at Oxford, Oxford University Press, 1999, ISBN 0-19-852309-2
- Editor com Flood, Fauvel, Michael Shortland: Newton´s Werk - die Begründung der modernen Naturwissenschaften, Birkhäuser 1993 (Original em inglês: Let Newton be!, Oxford University Press 1988)
- com Flood, Wilson: Möbius und sein Band - der Aufstieg von Mathematik und Astronomie in Deutschland, Birkhäuser 1994 (Original em inglês: Möbius and his band - Mathematics and Astronomy in 19. century germany, Oxford University Press 1993)
- Lewis Carroll in Numberland: His Fantastical Mathematical Logical Life, Allen Lane 2008